# Neopedies
Neopedies is een geslacht van rechtvleugeligen uit de familie veldsprinkhanen (Acrididae). De wetenschappelijke naam van dit geslacht is voor het eerst geldig gepubliceerd in 1931 door Hebard.

## Soorten
Het geslacht Neopedies omvat de volgende soorten:
- Neopedies acutifrons Ronderos, 1991
- Neopedies brunneri Giglio-Tos, 1894
- Neopedies digitatus Ronderos, 1991
- Neopedies gigas Ronderos, 1991
- Neopedies guarani Ronderos, 1991
- Neopedies matogrossensis Ronderos, 1991
- Neopedies megacercis Ronderos, 1991
- Neopedies noroestensis Ronderos, 1991
- Neopedies orientalis Ronderos, 1991
- Neopedies riograndensis Ronderos, 1991